# بولاتوو (شهرستان آبزلیلوفسکی، باشقیرستان)
بولاتوو (به لاتین: Bulatovo) یک منطقهٔ مسکونی در روسیه است که در باشقیرستان واقع شده‌است.